# César Rohon
César Rohon Hervas (Quito, 3 de enero de 1956) es un ingeniero, empresario y político ecuatoriano. Fue asambleísta nacional durante varios periodos legislativos como parte del Partido Social Cristiano. Se desempeñaba como Ministro de Transporte y Obras Públicas.
La Fiscalía abrió en 2024 una investigación contra César Rohon por corrupción.

## Biografía
Nació el 3 de enero de 1956 en Quito, provincia de Pichincha. Realizó sus estudios secundarios en el Colegio Cardenal Spellman y los superiores en la Pontificia Universidad Católica del Ecuador, donde obtuvo en 1981 el título de administrador de empresas.
Ha ocupado importantes cargos en el área pesquera, entre ellos la presidencia de la Organización Mundial de Atuneros y la presidencia de la Cámara Nacional de Pesquería de Ecuador por más de 17 años.
Inició su vida política como representante de la provincia de Guayas en la Asamblea Constituyente de 1997 por el Partido Social Cristiano. Para la Asamblea Constituyente de 2007 volvió a ser elegido representante por el mismo partido, formando parte de la mesa de organización y participación ciudadana.
Luego de la negativa de Cynthia Viteri de participar como candidata a la prefectura de Guayas en las elecciones seccionales de 2014, las bases del Partido Social Cristiano eligieron a Rohon como candidato. Los resultados de la elección le dieron el segundo lugar, perdiendo ante el entonces prefecto, Jimmy Jairala.

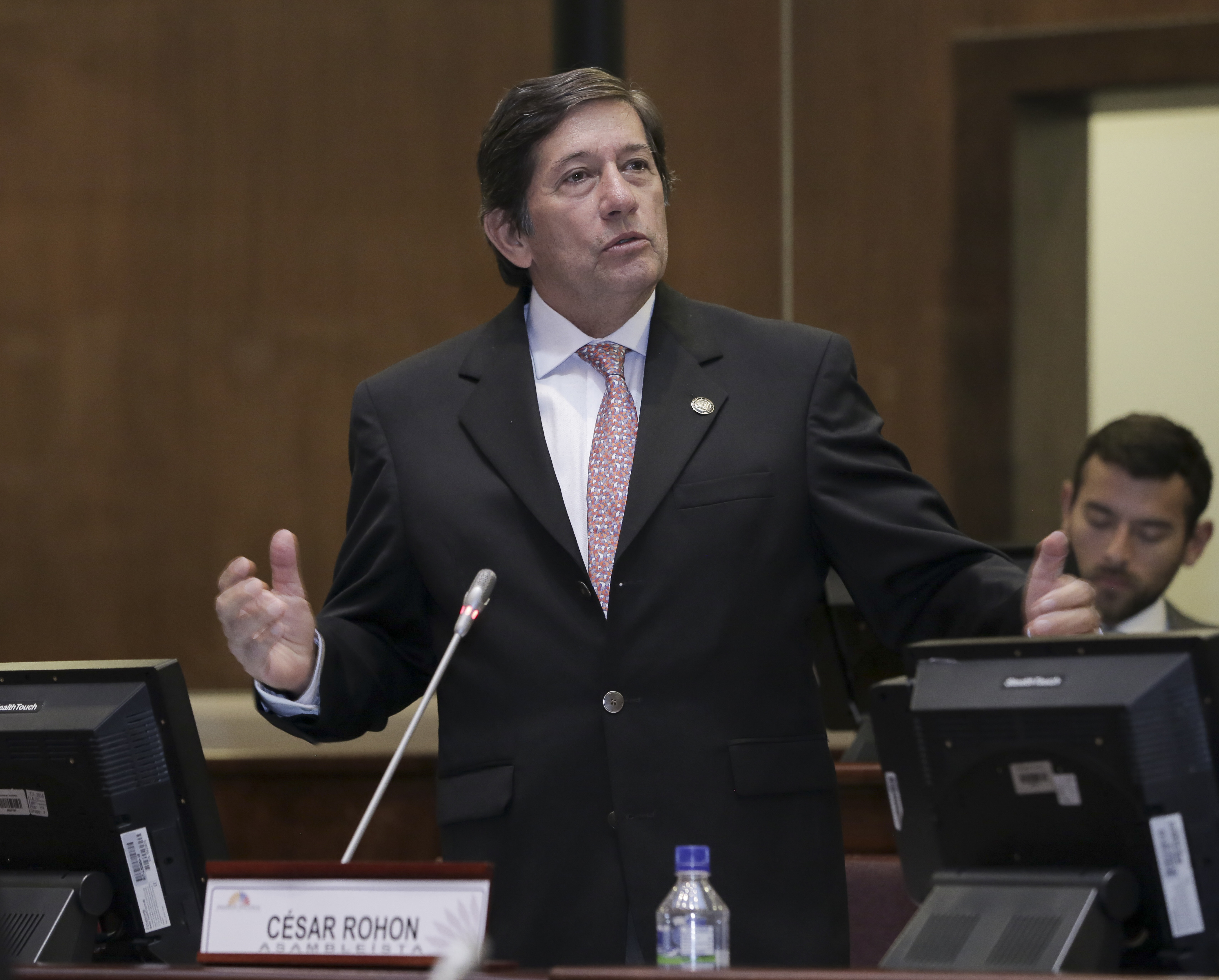
César Rohón, el 8 de junio de 2017 durante una intervención en el pleno de la Asamblea Nacional.

Para las elecciones legislativas de 2017 fue elegido asambleísta nacional en representación de Guayas por el Partido Social Cristiano. Fue reelegido al cargo las elecciones de 2021 por el mismo partido, pero se separó de sus filas un día antes de iniciar el nuevo periodo legislativo ante la negativa del partido de presentar su nombre como posible candidato a la presidencia de la Asamblea Nacional. El 13 de marzo de 2022 renunció a su cargo como legislador y criticó lo que calificó como falta de acción en la aprobación de leyes por parte de la Asamblea Nacional.